# Jorge Bardají y Ram
Jorge Bardají y Ram, Calatayud (Zaragoza), 1395 – Tarazona (Zaragoza), 9 de septiembre de 1463, fue un obispo, canciller y consejero real de Aragón.

## Biografía
Hijo de Berenguer de Bardají, I señor de la Baronía de Antillón, y de Isabel Ram, hermana del cardenal Domingo Ram y Lanaja, arzobispo de Tarragona, fue el tercero de los hijos varones del matrimonio por lo que fue destinado a la vida eclesiástica, iniciándolo con el priorato del monasterio del Santo Sepulcro de Calatayud, pasando por el obispado de Pamplona para ser trasladado luego al de Tarazona entre el 1450 y el 1452, siendo después obispo de Tarragona hasta su muerte.
Según Jerónimo Zurita fue miembro importante del consejo real, participando en misiones diplomáticas de cierta envergadura, siendo una de ellas una misión ante el rey castellano Juan II para solventar unas disidencias entre los reinos.
El 11 de febrero de 1453 bautizó en la Seo de Zaragoza al futuro Fernando el Católico.
Mandó construir un panteón en la Capilla de Santiago de la Basílica del Pilar de Zaragoza, donde fue sepultado su padre, desapareciendo al igual que otros de aragoneses ilustres, por las obras efectuadas en el templo durante el siglo XVIII.
| Predecesor: Martín Cerdán | Obispo de Tarazona 1442 – 1463 | Sucesor: Pedro Ferríz |